# 古澤良治郎
古澤 良治郎（ふるさわ りょうじろう、1945年9月5日 - 2011年1月12日）は日本のジャズ・ドラマー。モダン・ジャズからフリー・ジャズ、フュージョンと、様々なセッションに参加し、さらにジャンルの枠を超えてフォークやロック分野のミュージシャンたちと数多く共演したほか、作曲も行い、演劇や映画などにも音楽を提供した。

## 経歴
仙台市出身。永く西荻窪に住んだが、終生仙台訛りで喋った。国立音楽大学音楽学部打楽器科を卒業。
在学中からジャズ・ドラマーを志し、この頃から板橋文夫とともに演奏することが多かった。卒業後の1969年に本田竹広のグループに参加し、プロ・ドラマーとしての活動を始めた。以降、自らがリーダーのグループをもちながら、山下洋輔トリオ、渋谷毅トリオ、ELBCTRO JAZZ GROUP（本田竹廣、渡辺香津美など）、向井滋春クインテット、本多俊之PROJECT 4、峰厚介クインテットなどをはじめ、数多くのグループ、セッションに参加する。
ジャズ/フュージョン系の活動と並行して、三上寛、加川良といったフォーク系の歌手とのコラボレーションをはじめ、浅川マキ、亀淵友香、吉田美奈子、忌野清志郎、伊藤銀次などのライブやレコーディングに参加した。上々颱風との関わりも深く、アルバム『愛があるから大丈夫』（1993年）と『八十日間亜州一周』（1994年）をプロデュースしている。また、スタジオジブリ制作の映画『平成狸合戦ぽんぽこ』（1994年）では、上々颱風とともに音楽を担当し、サントラ盤のほか、イメージ・アルバムのプロデュースも行なった。
1999年、フジテレビの音楽番組『FACTORY』は、古澤の密着取材を行なってドキュメンタリー作品「FACTORY721 introduces 古澤良治郎」を制作した。
2004年、古澤は、藤田傳演出の一人芝居『榎物語』の舞台に俳優として立った。
古澤は、晩年まで、ね. 、Ashといったグループを率いて精力的な演奏活動を続け、亡くなる直前の2011年1月4日から7日まで、西荻窪アケタの店で、自ら主催する4日連続のライブイベントに出演していた。古澤は、1月12日昼、虚血性心不全で死去。この日は本田竹廣の命日でもあった。

## ディスコグラフィー
- YOU WANNA RAIN / 古澤良治郎カルテット＋向井滋春 (1975)
- RACCO(ラッコ)/ 古澤良治郎クインテット (1977)
- SPICY ISLANDS/ 古澤良治郎グループ (1978)
- キジムナ/ 古澤良治郎 (1979)
- 12 617.4km 古澤良治郎の世界/ 古澤良治郎 (1980)
- あのころ/ 良治郎バンド＆リーオスカー (1981)
- FRIENDLY/ 良治郎バンド＆リーオスカー (1982)
- たまには/ 古澤良治郎 (1983)
- 良治郎さんの不思議な散歩/ 古澤良治郎 (1991)
- Better Days of RYOJIRO FURUSAWA/ 古澤良治郎 (1992)
- スタジオ･ジブリ「平成狸合戦ぽんぽこ」サウンドトラック・イメージアルバム [プロデュース作品] (1994)
- ね./ ね. (1996)
- 大往生～もうすぐ死にまっせ/ 古澤良治郎と大往生 (1998)
- Ash featuring 松川純一郎/ Ash (1998)
- SUBLIMATION/ LEE OSKAR WIYH RYOJIRO BAND
- ライオンのいるふうけい/ 古澤良治郎・大口純一郎　デュオ (2002)